# Мактак

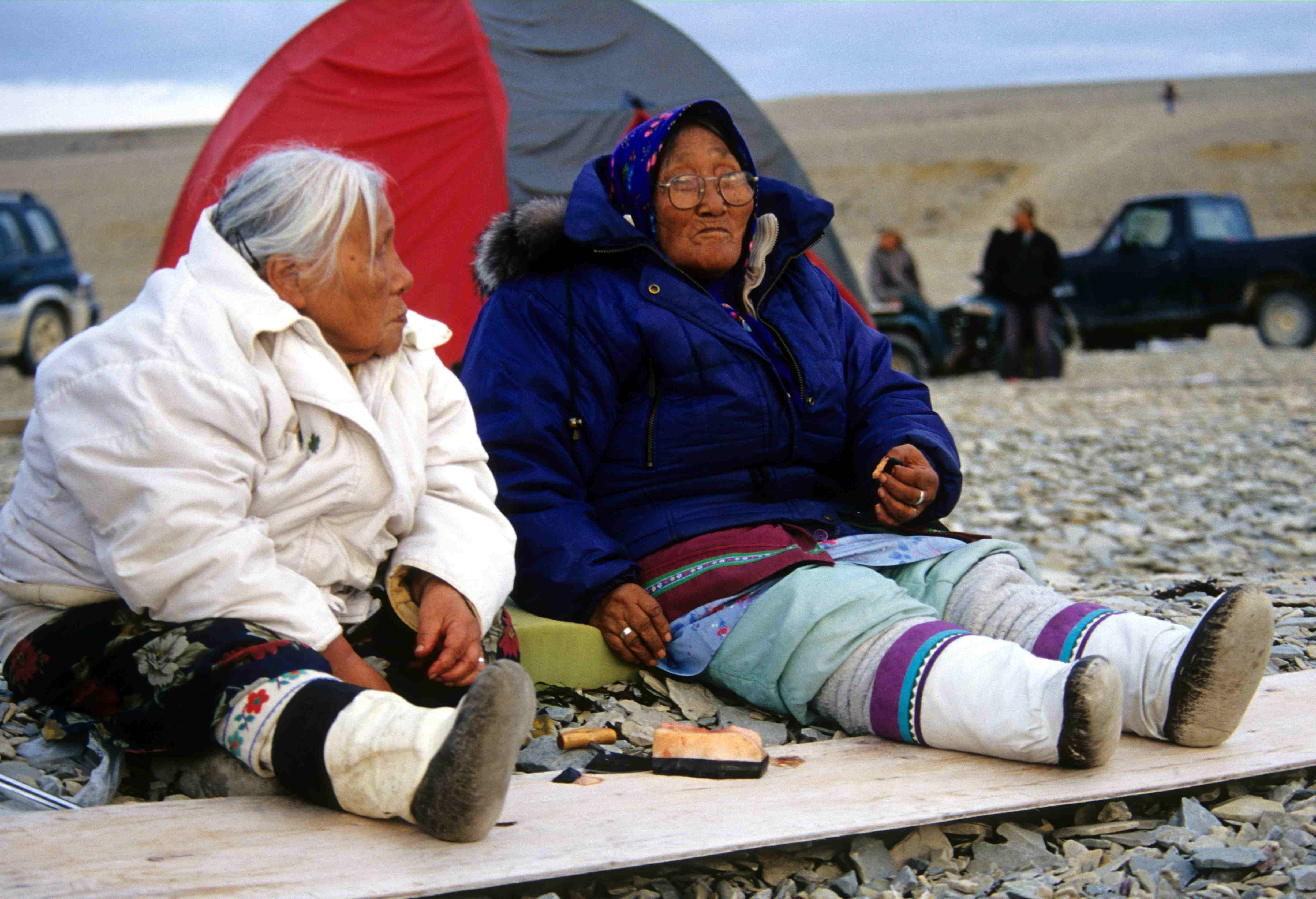
Пожилые эскимоски, едящие мактак

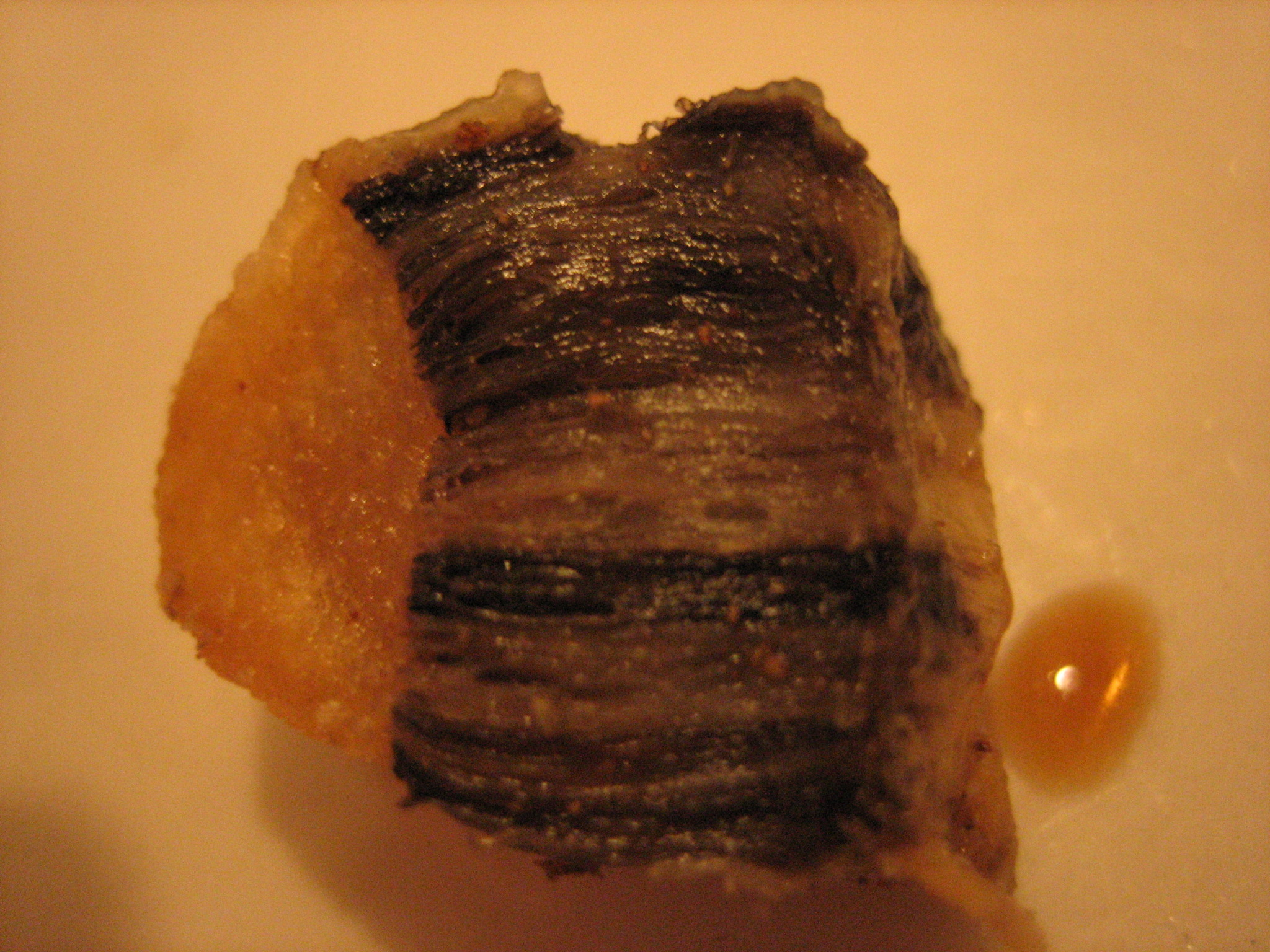
Мактак крупным планом

Мактак (инуитск. Maktak, также встречается вариант «муктук»; чук. итгилгын, ман'так') — традиционное блюдо эскимосской и чукотской кухонь, замороженные китовые кожа и сало. В некоторых эскимосских языках — в частности, инуиннактуне — слово «мактак» означает только съедобную кожу.

## Приготовление
Чаще всего мактак готовят из гренландского кита, хотя иногда используются также кожа и жир белухи или нарвала. Обычно мактак употребляют сырым, хотя может быть нарезан на тонкие полоски, обвалян в панировке, обжарен в масле и подан с соевым соусом. Кроме того, мактак маринуют.

## Питательная ценность
Мактак — источник витамина C, китовый эпидермис содержит до 38 мг аскорбиновой кислоты на 100 граммов. В сале содержится витамин D.
Кроме полезных веществ, в сале содержатся образующиеся там естественным путём полихлорированные дифенилы, токсичные канцерогенные вещества, поражающие нервную, иммунную и репродуктивную системы.

## Орфография
- итгилгын — чукотский,
- maktaaq (ᒪᒃᑖᖅ) — сиглитун, киваллик, айвилик, севернобаффинский, восточнобаффинский, южнобаффинский[9],
- maktak (ᒪᒃᑕᒃ) — инупиат[10] сиглитун, севернобаффинский[11],
- maktaq — инуиннактун[1], инувиалуктун[12],
- mattak — Лабрадор, Гренландия[13],
- mungtuk — юитские языки.